# Лагевники-Малі (Сілезьке воєводство)
Лагевники-Малі (пол. Łagiewniki Małe, нім. Klein Lagiewnik) — село в Польщі, у гміні Павонкув Люблінецького повіту Сілезького воєводства.
Населення — 748 осіб (2011).
У 1975-1998 роках село належало до Ченстоховського воєводства.

## Демографія
Демографічна структура станом на 31 березня 2011 року:
|          | Загалом | Допрацездатний вік | Працездатний вік | Постпрацездатний вік |
| -------- | ------- | ------------------ | ---------------- | -------------------- |
| Чоловіки | 370     | 80                 | 253              | 37                   |
| Жінки    | 378     | 55                 | 247              | 76                   |
| Разом    | 748     | 135                | 500              | 113                  |